# Shogo Kobara
Shogo Kobara (小原 章吾, Kobara Shogo) est un footballeur japonais né le 2 novembre 1982. Il évolue au poste de défenseur.

## Palmarès
- Vainqueur de la Coupe de la Ligue japonaise en 2001 avec le Yokohama F. Marinos
- Champion du Japon en 2003 avec le Yokohama F. Marinos